# Marshall Don Hunter Sr. Airport

i7
i11
i13
Der Marshall Don Hunter Sr. Airport (IATA-Code: MLL, ICAO-Code: PADM) ist ein Flugplatz im Südwesten des US-amerikanischen Bundesstaats Alaska.
Der Flugplatz liegt in der Kusilvak Census Area 3,2 km (= 2 miles) südöstlich der Ortschaft Marshall auf 35,1 m Höhe und besteht aus einer 976 Meter (= 3201 ft) langen und 30,48 Meter (= 100 ft) breiten Schotterpiste.
Der Flughafen mit einer Fläche von 400 Acres (= 162 ha) ermöglicht Nachtlandungen und die Landung einmotoriger und leichter zweimotoriger Flugzeuge sowie die der meisten Geschäftsreiseflugzeuge.
Es gibt vom Flughafen aus zwei regelmäßige Verbindungen innerhalb der Vereinigten Staaten. Die Verbindungen führen zum Bethel Airport und zum Russian Mission Airport.

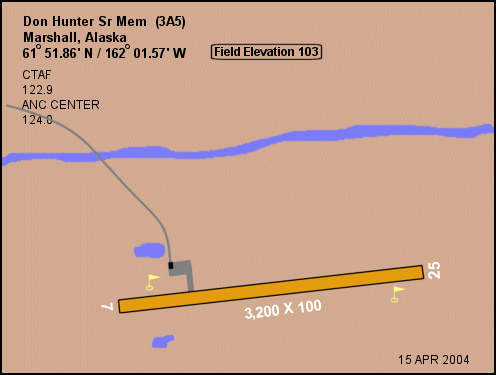
Lage des Marshall Don Hunter Sr. Airports